# Théorie des quatre étapes de la république de Chine

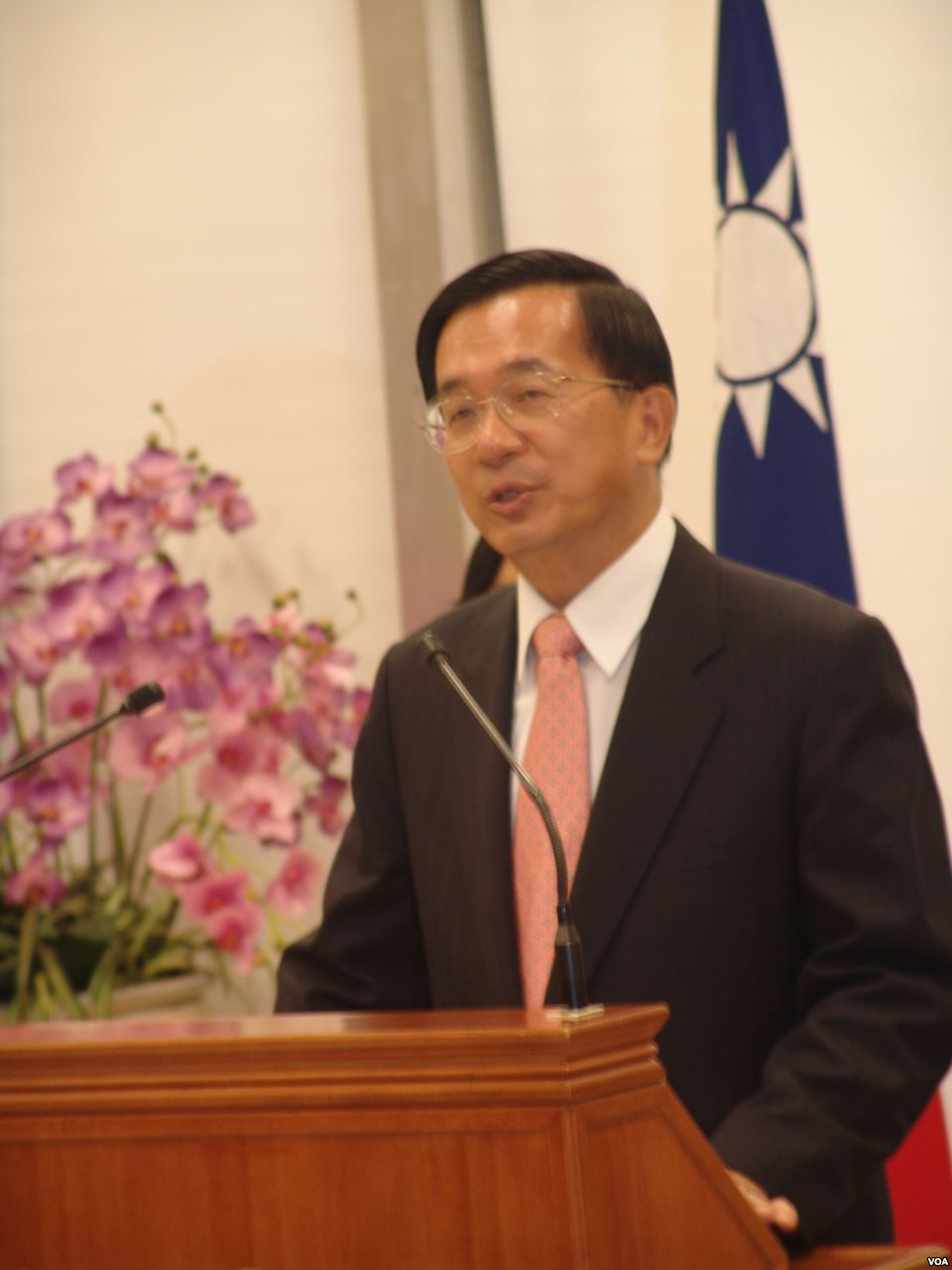
Chen Shui-bian from VOA.

La théorie des quatre étapes de la république de Chine est un point de vue proposé en 2005 par Chen Shui-bian, le président de la république de Chine de 2000 à 2008. C'est un point de vue concernant le statut politique de la république de Chine, dont le gouvernement s'est retiré à Taïwan après la guerre civile chinoise en 1949. L'idée principale de cette théorie est que la chronologie du développement de la république de Chine peut être divisée en quatre étapes, qui sont :
1. La république de Chine « sur » le continent (chinois traditionnel : 中華民國在大陸) (1912-1949) ;
2. L'« arrivée à » Taïwan de la république de Chine (chinois traditionnel : 中華民國來臺灣) (avant la présidence de Lee Teng-hui) (1949-1988) ;
3. La république de Chine « à » Taiwan (chinois traditionnel : 中華民國在臺灣) (au cours de la présidence Lee Teng-hui) (1988-2000) ;
4. La république de Chine « est » Taïwan (chinois traditionnel : 中華民國是臺灣) (au cours de la présidence de Chen Shui-bian) (2000-2008)[1],[2],[3].